# Battaglia di Elmina (1625)
La battaglia di Elmina fu un combattimento militare avvenuto nell'ambito della guerra olandese-portoghese, al largo del castello di São Jorge da Mina (castello di Elmina) sulla Costa d'Oro portoghese, nel 1625. Vennero coinvolti 1 200 soldati al servizio della Compagnia olandese delle Indie occidentali (trasportati a bordo di 15 navi) che sbarcarono ed assaltarono la guarnigione portoghese del castello. La guarnigione era stata rinforzata con 200 soldati africani al servizio del governatore Sottomayor.
Gli olandesi aprirono lo scontro bombardando il castello. Quindi gli olandesi iniziarono a marciare sul castello, ma vennero colti in un'imboscata tesa loro dai portoghesi e dai loro alleati africani e vennero quasi completamente massacrati. Tra i morti vi fu anche l'ufficiale comandante e tutti i suoi ufficiali. I portoghesi, a confronto, ebbero ben poche perdite e riuscirono a catturare 15 bandiere, 15 tamburi e più di 1 000 tra moschetti, picche e pistole.
Le navi olandesi spararono 2 000 proiettili di cannoni sul castello prima di ritirarsi.